# 레네 브뢰눔
레네 브뢰눔(덴마크어: Lene Brøndum, 1947년 6월 26일 ~ )은 덴마크의 배우이다. 제23회 굴드바게상 여우주연상 수상자이다.